# Стефанишина Ольга Анатоліївна
Стефанишина Ольга Анатоліївна — громадський активіст, експерт в сфері захисту прав пацієнтів. Народний депутат Верховної Ради України IX скликання від партії «Голос».

## Освіта
Здобула освіту в Київському університеті ім. Шевченка, де отримала ступінь магістра за спеціальністю «Мова та література» (англійська, німецька).

## Діяльність
У вересні 2019 року в новому парламенті стала членом комітету з питань здоров'я нації.
Через відстоювання інтересів пацієнтів у своїй депутатській діяльності отримувала погрози фізичною розправою з боку представників фармацевтичного бізнесу.
2018—2019 — заступник міністра охорони здоров'я України. Координувала такі напрямки роботи: виконання євроінтеграційних зобов'язань України у сфері охорони здоров'я, державні закупівлі ліків і медвиробів, вакцинація та громадське здоров'я.
У 2014—2015 рр. стала однією з ініціаторів впровадження прозорої процедури закупівель ліків та медичних виробів через міжнародні організації. Закупівлі препаратів для України почали здійснювати спеціалізовані організації: Програма розвитку ООН (ПРООН), Дитячий фонд ООН (ЮНІСЕФ) та Crown Agents.
Реалізовувала прозорі механізми закупівель, які швидко довели свою ефективінсть. Ці процедури дозволили заощаджувати до 40 % бюджетних коштів. Згідно із звітом Центру протидії корупції, 90 % препаратів з програми дорослої онкології вдалося закупити дешевше, аніж 2014 року. На зекономлені кошти держава почала закуповувати ліки для більшої кількості пацієнтів.
Упродовж семи років (2011—2018) була виконавчим директором БФ «Пацієнти України». До цього з 2007 р. керувала відділом політики та адвокації у ВБО «Всеукраїнська мережа ЛЖВ»
12 грудня 2019 року увійшла до складу Міжфракційного об'єднання «Гуманна країна», створеного за ініціативи UAnimals для популяризації гуманістичних цінностей та захисту тварин від жорстокості.

## Особисте життя
У січні 2009 року одружилася з Богданом Стефанишиним. У пари народилося дві доньки - Влада та Валерія.
У ході російського вторгнення в Україну в 2022 році Богдан Стефанишин був бійцем територіальної оборони міста Києва. Загинув 30 березня 2022 року під Черніговом від снаряда окупантів.